# سيربيروس كابيتال مانجمنت
سيربيروس كابيتال مانجمنت ، إل بي هي شركة أمريكية ذات ملكية للأسهم الخاصة ،  متخصصة في الاستثمار في الأوراق المالية المتعثرة .  يقع مقر الشركة في مدينة نيويورك ، ويديرها ستيف فاينبرج ، الذي شارك في تأسيس شركة سيربيروس في عام 1992 ، مع ويليام إل. ريختر ، الذي يعمل كمدير إداري أول. للشركة مكاتب فرعية واستشارية في الولايات المتحدة وأوروبا وآسيا. 
تمتلك شركة سيربيروس حوالي 45 مليار دولار أمريكي تحت إدارتها في الصناديق والحسابات. الشركة هي مستشار استثمار مسجل من هيئة الأوراق المالية والبورصات الأمريكية.  ومن بين المستثمرين الحكومة والقطاع الخاص المعاشات والتقاعد الأموال ، والمؤسسات الخيرية والأوقاف الجامعية، شركات التأمين ، مدخرات الأسرة وصناديق الثروة السيادية. تملك الشركة 11 مكتب في تسع دول. 
سميت الشركة على اسم شخصية سيربيروس في الميثولوجيا اليونانية.